# Gustavsvik, Ångermanland

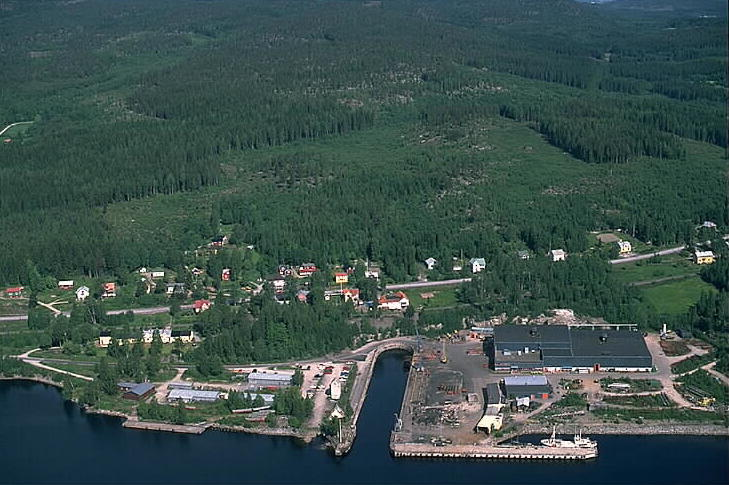
Flygfoto över Gustavsvik från 1988.

Gustavsvik är en bebyggelse vid Ångermanälvens utlopp, omkring 20 kilometer norr om Härnösand. Området utgörs till största delen av den tidigare Gustavsviks örlogsdepå.
Vid Statistiska centralbyråns folkräkning den 1 november 1960 utgjorde Gustavsvik en "viss ort, som i fråga om bebyggelse uppfyller betingelserna för att räknas som tätort men där invånarantalet befunnits uppgå till 150 men understiga 200" och hade 196 invånare. Orten låg i Högsjö landskommun. Orten omfattade en areal av 0,28 km² land 1960 och införlivades i tätorten Ramvik 1965.